# Athienou
Athienou (grekiska: Αθηαίνου (Αθηένου)) är en by på Cypern belägen i distriktet Larnaca med ett invånarantal år 2001 på 4 241. Byn är en av fyra belägna inom FN:s buffertzon, de andra tre är Troulloi, Pyla och Deneia. Byn är plats för Davidson College's Athienou Archaeological Project.